# Monique Melsen
Monique Melsen (Ettelbruck, 24 febbraio 1951) è una cantante lussemburghese.
Ha partecipato all'Eurovision Song Contest 1971 con il brano Pomme, pomme, pomme, in rappresentanza del Lussemburgo, classificandosi al tredicesimo posto.